# Lenja Schultze
Lenja Schultze (* 1986 in Hamburg) ist eine deutsche Schauspielerin.

## Leben
Lenja Schultze absolvierte von 2007 bis 2011 ihre Schauspielausbildung an der Otto-Falckenberg-Schule in München. Während ihrer Ausbildung war sie in den Jahren 2009 und 2010 als Gast an den Münchner Kammerspielen engagiert.
Von 2011 bis 2015 war sie festes Ensemblemitglied am Volkstheater München. Sie trat dort in verschiedenen Rollen der klassischen und modernen Theaterliteratur auf. Zu ihren Münchner Bühnenrollen gehörten u. a. Irina in Drei Schwestern (2012, Regie: Thomas Dannemann), Rosaura in Das Leben ein Traum (2012, Regie: Christopher Rüping) und Marianne in Geschichten aus dem Wienerwald (2013, Regie: Christian Stückl). In der Spielzeit 2013/14 übernahm sie, unter der Regie von Abdullah Karaca, am Münchner Volkstheater die Rolle der Jordan Baker in einer Bühnenfassung von Der große Gatsby. In der Spielzeit 2014/15 folgte, ebenfalls unter Karacas Regie, die Margret in Woyzeck.
Seit 2015 ist Schultze als freischaffende Schauspielerin tätig. In der Spielzeit 2017/18 ist Schultze als Gast am Mainfranken Theater Würzburg engagiert. Sie spielt dort, neben Paul Walther als Sebastian, die Viola in Was ihr wollt. In der Spielzeit 2017/18 tritt Schultze außerdem am Volkstheater München weiterhin in Woyzeck, in Der große Gatsby (November 2017, Januar 2018) sowie in Das Handbuch zum Neustart der Welt (Dezember 2017) von Lewis Dartnell (Regie: Jessica Glause) auf. 
Schultze wirkte außerdem in mehreren Kurzfilmen sowie in verschiedenen Kino- und Fernsehproduktionen mit. Ihre erste Fernsehhauptrolle hatte sie im Niedersachsen-Tatort: Böser Boden (Erstausstrahlung: November 2017), wo sie, an der Seite von Wotan Wilke Möhring und Franziska Weisz, die „dickköpfige“ Dorfpolizistin Kerstin Starke spielte.
Schultze ist neben ihrer Tätigkeit als Schauspielerin auch als Fotografin mit Schwerpunkt Porträtfotografie tätig. Sie lebt in Göttingen.

## Filmografie
- 2009: Zwei Zimmer, Balkon (Kurzfilm)
- 2015: Mia (Kurzfilm)
- 2017: Tatort: Böser Boden (Fernsehreihe)